# Redknife River
Der Redknife River ist ein etwa 120 km langer linker Nebenfluss des Mackenzie River in den Nordwest-Territorien Kanadas.

## Flusslauf
Der Redknife River entspringt 60 km östlich des Sambaa K’e (vormals „Trout Lake“) in den Redknife Hills. Er fließt in überwiegend nördlicher Richtung zum Mackenzie River, in welchen er 75 km südöstlich von Jean Marie River mündet. Der Mackenzie Highway (Highway 1) überquert den Fluss 10 km vor der Mündung. Das Einzugsgebiet des Redknife River grenzt im Süden an das des Kakisa River und im Westen an das des Trout River. Der Redknife River hat eine Länge von etwa 120 km. Er ist Namensgeber der Redknife-Formation, einer stratigraphischen Einheit des Westkanadischen Sedimentbeckens.